# Doris Baker
Doris Baker (Los Angeles, 8 agosto 1907 – Carmichael, 5 dicembre 1998) è stata un'attrice statunitense, nota soprattutto come attrice bambina dal 1913 al 1920 (tra i 5 e gli 13 anni d'età).

## Biografia
Darris "Doris" Baker nasce a Los Angeles in California nel 1907. È figlia d'arte: sua madre è l'attrice Dora Baker.
Tra il 1913 e il 1920, la piccola Doris ha un'importante carriera di attrice bambina, in ben 29 pellicole. Comincia a lavorare assieme ad altri attori bambini come Antrim Short, Kathie Fischer, Edna Mae Wilson e Irma Sorter. Ben presto acquisisce abbastanza esperienza per recitare da sola in ruoli di rilievo in supporto ad un cast di attori adulti, affermandosi come una presenza affidabile sia in parti drammatiche che comiche. Secondo le convenzioni teatrali e cinematografiche del tempo talora interpreta anche ruoli di bambino. In Little Orphant Annie (1918) viene nuovamente riunita ad altri attori bambini del tempo (Baby Lillian Wade, Ben Alexander, Billy Jacobs, George Hupp) nel gruppo dei piccoli orfanelli accanto alla protagonista Colleen Moore. In quegli anni accanto alla carriera cinematografica Doris Baker recita con successo anche in teatro.
Raggiunta l'adolescenza le parti si fanno sporadiche. Dopo alcuni anni di pausa torna in un ruolo di un qualche rilievo solo nel film Ella Cinders (1926). La troviamo poi occasionalmente come chorus girl nel musical, ma senza rilevanza solistica, prima del ritiro definitivo dal cinema.
Muore a Carmichael (California) nel 1991, all'età di 91 anni.

## Riconoscimenti
- Young Hollywood Hall of Fame (1908-1919)

## Filmografia

### Cortometraggi
- While the Children Slept (1913)
- The Heart of a Heathen (1913)
- Chivalry Days (1913)
- Fighters of the Plains, regia di Milton J. Fahrney (1913)
- In the End (1913)
- Under the Black Flag, regia di Otis Turner (1913)
- By Fate's Decree, regia di Otis Turner (1913)
- His Faithful Servant, regia di Otis Turner (1913)
- The Baby's Doll, regia di Lois Weber (1914)
- Lucille Love: The Girl of Mystery, serial cinematografico in 15 episodi, regia di Francis Ford (1914) - non accreditata
- A Father's Heart, regia di Paul Powell (1914)
- The Water Dog, regia di Roscoe 'Fatty' Arbuckle (1914)
- The Candidate for Mayor (1914)
- One Law Breaker (1915)
- Her Father's Picture, regia di Paul Powell (1915)
- The Swinging Doors, regia di Murdock MacQuarrie (1915)
- Court House Crooks, regia di Ford Sterling (1915)
- The Meddlesome Darling, regia di Joseph W. Smiley (1915)
- As the Twig Is Bent, regia di Wilbert Melville (1915)
- A Daughter of the Night, regia di Francis Powers (1916)
- Corinne, Come Here! (1919)
- Tailoring, regia di James D. Davis (1925)

### Lungometraggi
- Barriera di sangue (The Heart of Maryland), regia di Herbert Brenon (1915)
- Kilmeny, regia di Oscar Apfel (1915)
- The Hidden Law (1916)
- Glory, regia di Francis J. Grandon and Burton L. King (1917)
- Little Orphant Annie, regia di Colin Campbell (1918)
- Dangerous to Men, regia di William C. Dowlan (1920)
- The Secret Gift, regia di Harry L. Franklin (1920)
- Youth's Desire , regia di [[]] (1920)
- Ella Cinders, regia di Alfred E. Green (1926)
- Happy Days, regia di Benjamin Stoloff (1929)
- George White's 1935 Scandals, regia di George White (1935) - non accreditata